# (2762) Fowler
(2762) Fowler es un asteroide perteneciente al cinturón de asteroides descubierto el 14 de enero de 1981 por Edward L. G. Bowell desde la Estación Anderson Mesa, en Flagstaff, Estados Unidos.

## Designación y nombre
Fowler recibió inicialmente la designación de 1981 AT.
Posteriormente se nombró en honor del astrofísico británico Ralph H. Fowler (1889-1944).

## Características orbitales
Fowler está situado a una distancia media de 2,331 ua del Sol, pudiendo alejarse hasta 2,686 ua y acercarse hasta 1,976 ua. Tiene una inclinación orbital de 4,706 grados y una excentricidad de 0,1522. Emplea 1300 días en completar una órbita alrededor del Sol.

## Características físicas
La magnitud absoluta de Fowler es 12,7 y el periodo de rotación de 5,295 horas. Está asignado al tipo espectral Cb de la clasificación SMASSII.